# Oospila decorata
Oospila decorata là một loài bướm đêm trong họ Geometridae.